# Pulau Kapota
Pulau Kapota är en ö i Indonesien.   Den ligger i provinsen Sulawesi Tenggara, i den centrala delen av landet, 1 800 km öster om huvudstaden Jakarta. Arean är 18,1 kvadratkilometer.
Terrängen på Pulau Kapota är platt. Öns högsta punkt är 90 meter över havet. Den sträcker sig 6,1 kilometer i nord-sydlig riktning, och 8,7 kilometer i öst-västlig riktning.